# Christina Stürmer
Christina Stürmer (9. června 1982, Altenberg bei Linz u Lince) je populární rakouská zpěvačka.

## Diskografie

### Singly

#### Rakousko
- Ich lebe
- Geh nicht wenn du kommst
- Mama (ana Ahabak)
- Vorbei
- Bus durch London
- Weißt du wohin wir gehen
- Liebt sie dich so wie ich
- Ich lebe (2005)
- Engel fliegen einsam
- Nie Genug
- Um bei dir zu sein / An Sommertagen
- Ohne dich
- Scherbenmeer
- Augenblick am Tag
- Mitten unterm Jahr
- Träume leben ewig
- Fieber

#### Německo
- Vorbei
- Ich lebe (2005)
- Engel fliegen einsam
- Mama (Ana Ahabak)
- Immer an euch geglaubt
- Nie Genug
- Ohne dich
- Scherbenmeer
- Um bei dir zu sein (2007)
- Träume leben ewig
- Fieber

### Alba

#### Rakousko
- 2003: Freier Fall
- 2004: Soll das wirklich alles sein
- 2005: Wirklich alles
- 2006: Lebe lauter
- 2008: laut-Los

#### Německo
- 2005: Schwarz Weiß
- 2006: Lebe Lauter
- 2008: laut-Los